# Borgo San Dalmazzo
Borgo San Dalmazzo är en ort och kommun i provinsen Cuneo i regionen Piemonte i Italien. Kommunen hade 12 442 invånare (2018).